# Маркетинг на позволението
Маркетинг на позволението (на английски: Permission marketing) е термин въведен от Сет Годин, който се употребява по-специално в електронния маркетинг (e-marketing). Може да се приеме, че маркетингът на позволението е вид стратегия, която има за цел да получи съгласието на различни потребители или клиенти да получават маркетинг послания или оферти по електронен път. Маркетингът на прекъсването (interruption marketing) е противоположен на маркетинга на позволението. Обикновено хората, които се занимават с маркетинг на позволението, искат разрешение при всяка една стъпка от процеса на пазаруване (например изпращането на електронни известия до потенциални бъдещи клиенти). Използва се предимно от онлайн търговците, но и от такива, които желаят да изпратят каталози в отговор на направени заявки.

## Маркетинг на позволението и потребители
Всеки може да бъде клиент на маркетинга на позволението. В интернет пространството се разпространяват множество реклами и информационни бюлетини за различни продукти или марки. Именно този начин на онлайн промотиране се нарича „маркетинг на позволението“. Проверявайки тяхното съдържание, всеки един човек се превръща в потенциален потребител.
Някои от способите за вземане на позволение са големите намаления, различни ваучери за отстъпки или бонус точки, разпращането на различни информационни бюлетини. Когато се спечели един потребител, е редно да се проучи неговият проблем и да се предложи неговото евентуално разрешаване чрез изпращане на имейл.
Ефективен способ за задържане на вниманието на потребителите е ограничаването им в група. По този начин, маркетинг специалистът може да се съсредоточи оптимално върху удовлетворяване на техните нужди и съответно да спечели вниманието им към маркетинг посланията, които им изпраща. Чрез маркетинга на позволението се изгражда по-ефективно доверието към дадена компания или продукт. Освен това той е важен инструмент за осъществяването на стабилна връзка с клиентите, както и за изследване и проследяване на потребителското им поведение.